# Jean-Pierre Mussat
Pour les articles homonymes, voir Mussat.
 Jean-Pierre Mussat, né le 20 juin 1920 à Gagny et mort le 6 février 2010 à Mâcon, est un skieur alpin et un skieur nautique français.

## Biographie
Il est le fils d'Henri Mussat, ingénieur de l'École Centrale Paris passionné de ski qui est le président de Ski Club de Paris, et de Geneviève Millet. Il pratique le ski depuis l'âge de 5 ans pendant les vacances scolaires,. Ses frères (Yves et Alain) et lui vont remporter de nombreux titres de champions de Paris à partir de 1937. La guerre éclate et la pratique du ski quasi-impossible pour la famille. Etonnamment, alors que les premières stations de ski apparaissent, le comité de Paris (et du nord-est de la France) envoie à cette époque des skieurs en équipe de France, malgré son éloignement des montagnes,. Jean-Pierre Mussat intègre ainsi l'équipe de France de ski alpin. En 1944, il participe à ses premiers championnats de France à Serre-Chevalier. Il y est sacré champion de France de descente
en devançant tous les ténors du ski français tels Jean Blanc qui termine second, ou encore James Couttet et Henri Oreiller. Après la guerre les courses internationales reprennent, et il s'illustre en obtenant des tops-10 dans certaines classiques, notamment sur des descentes à Chamonix. Il prend aussi la 3e place des championnats de France de descente en 1946 à Chamonix.
Parallèlement à sa carrière de skieur, il pratique le ski nautique à très haut niveau, puisqu'il est sacré champion d'Europe de ski nautique en 1948 à Genève, dans les catégories saut, slalom et combiné,.

## Palmarès en ski alpin

### Grandes classiques internationales (avant la création de la coupe du monde)[9]
Les tops-15 qui suivent sont une vue très partielle de l'ensemble de ses performances.
- 1946 :
  - 1er mars: 6e du slalom géant de Davos
  - 3 mars: 9e du derby de Davos

- 1947 :
  - 14 février : 7e de la descente de Chamonix
  - 16 février : 9e du combiné de Chamonix

- 1948 :
  - 5 mars : 15e de la descente de Chamonix

- 1952 :
  - 16 février : 6e de la descente de Chamonix

### Championnats de France[10]
| Édition / Epreuve                 | Descente | Slalom | Combiné      |
| --------------------------------- | -------- | ------ | ------------ |
| Championnats 1944 Serre-Chevalier | Or       | 11e    | non attribué |
| Championnats 1946 Chamonix        | Bronze   | 4e     | 12e          |
| Championnats 1947 Megève          | 11e      | 9e     | -            |
| Championnats 1948 Superbagnères   | 13e      | 8e     | 11e          |